# Viktor z Aveyronu
Viktor z Aveyronu (francouzsky Victor de l'Aveyron; známý jako divoký chlapec z Aveyronu, Enfant sauvage de l'Aveyron) byl vlčí chlapec, který část svého dětství prožil v lese. Počátkem roku 1800 byl odchycen v Saint-Sernin-sur-Rance v departementu Aveyron. V té době mu bylo odhadem 12 let a ani přes snahu úřadů se nepodařilo vypátrat jeho rodinu ani původ. Již od počátku se o jeho případ zajímali vědci, což z divokého chlapce z Aveyronu činí jeden z nejlépe zdokumentovaných případů vlčích dětí; chlapce studovali naturalista Pierre Joseph Bonnaterre či zakladatel moderní psychiatrie Philippe Pinel, ale nejvíce se případem proslavil lékař Jean Marc Gaspard Itard, který se ho v letech 1801–1806 snažil vzdělávat.
V době svého nalezení chlapec neuměl mluvit a ani neznal základní společenské chování. Itard s chlapcem však dosáhl jen dílčích úspěchů, mluvit se Viktor nikdy nenaučil. Od roku 1806, kdy byl Itardův projekt ukončen, žil Viktor i se svou opatrovnicí v Paříži a zemřel roku 1828. Od samého počátku případ provázel i velký zájem veřejnosti. Příběhu se na počátku 19. století dostalo divadelního ztvárnění a byl zpracován i v 20. a 21. století.

## Objevení

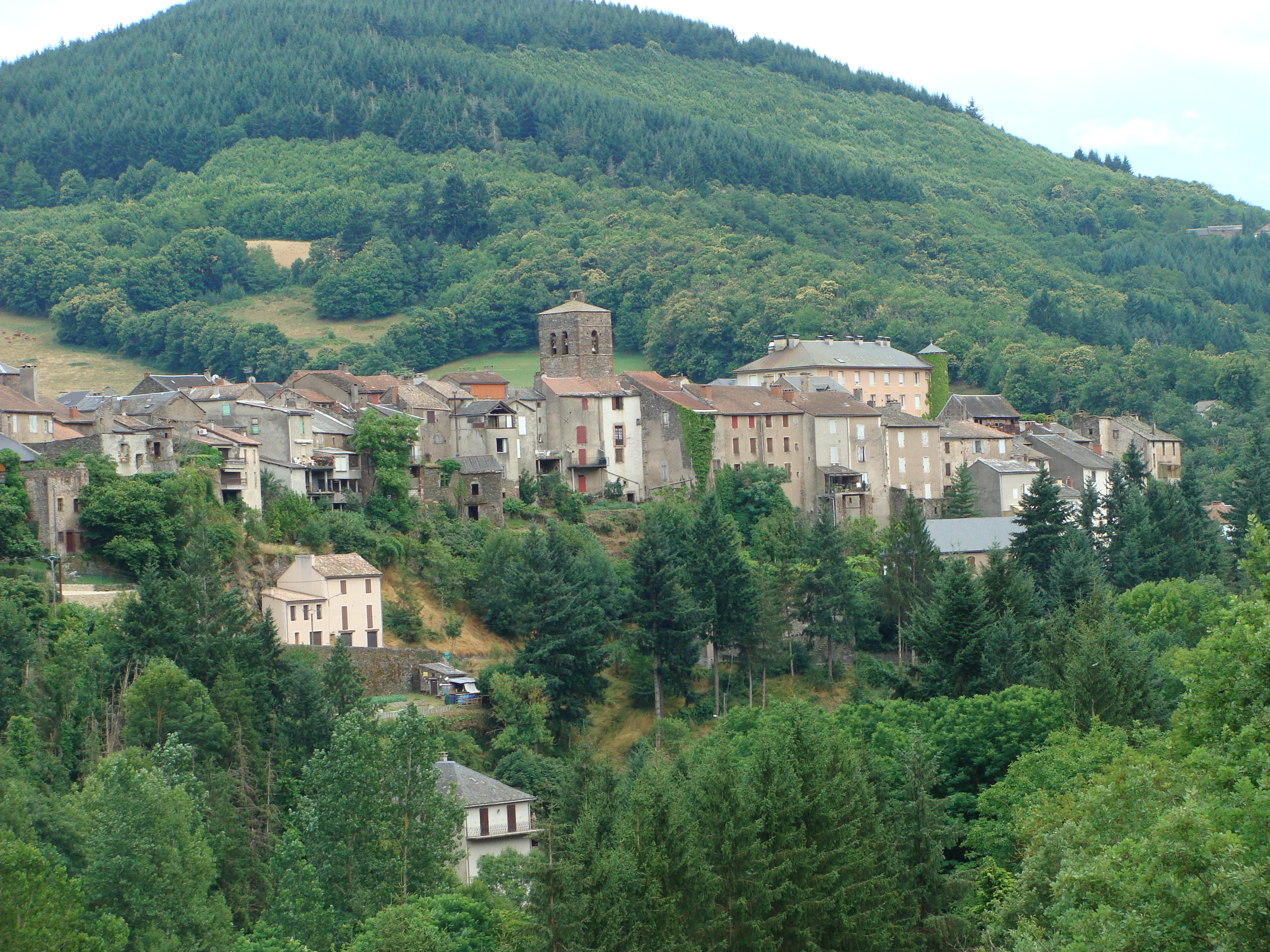
Pohled na Saint-Sernin-sur-Rance a okolní lesy

Jedenácti až dvanáctiletý chlapec lezoucí v lese na stromy byl v Caune ve Francii objeven a chycen třemi lovci koncem roku 1798. Chlapec nemluvil a ani nejevil známky, že by rozuměl lidské řeči. Byl svěřen staré ženě v nedaleké vesnici, odkud však po několika dnech utekl do hor, přičemž na sobě měl pouze tričko. Noci trávil na opuštěných místech, zatímco ve dne se odvažoval k lidem blíže. V červenci 1799 byl znovu zadržen, ale podařilo se mu uprchnout zpět do divočiny, kde byl občas viděn místními lidmi.
Na počátku roku 1800 se začal potulovat po lesích v okolí Saint-Sernin-sur-Rance, přičemž vzpřímená chůze byla to jediné, co jej odlišovalo od zvířat. 9. ledna 1800 byl znovu odchycen místním koželuhem. První, kdo si jej převzal, byl vzdělaný místní komisař Constans-Saint-Estève, který dospěl k závěru, že chlapec je vlčí dítě, které většinu života muselo prožít v lese. Chlapec chycený v Saint-Sernin-sur-Rance byl ztotožněn s chlapcem, který se objevil o šest měsíců předtím jižně odtud. Místní policie pak po dvou dnech chlapce převezla do sirotčince v Saint-Affrique, kde zůstal téměř měsíc. Chlapec neuměl mluvit, pouze vydával skřeky a nechodil na toaletu. Odmítal také nosit oblečení; když jej oblékli, šaty ze sebe vzápětí strhal a také nechtěl spát v posteli. Nepřijímal žádné běžné jídlo vyjma brambor. Během času, kdy se o něho starali v Saint-Affrique, mu vybrali jméno Joseph, nicméně toto jméno nebylo nikdy úředně potvrzeno. Ze sirotčince se dvakrát pokusil o útěk a bylo velmi obtížné jej dopadnout.
Constans-Saint-Estève mezitím případ zveřejnil; jeho dopis i dopis ředitele sirotčince Rainaldise Nougairolese vyšel v časopise Journal de débats. Článek vzbudil velký ohlas mezi pařížskou inteligencí a brzy námět přebíraly noviny po celé Francii. V 18. století podobné případy opuštěných a zdivočelých dětí přitahovaly pozornost a dokonce pro ně existovala vědecká klasifikace jako homo sapiens ferus. Dva týdny po chlapcově zajetí se tak případu ujal francouzský přírodovědec Pierre Joseph Bonnaterre žijící v Rodezu, kam na jeho přání komisař Saint-Estève nechal chlapce přemístit.

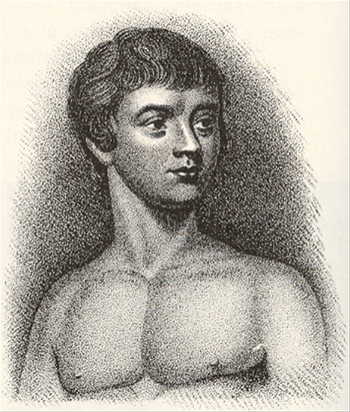
Portrét „divokého chlapce z Aveyronu“ kolem roku 1800

Bonnaterre však nebyl jediný vědec, který jevil zájem divokého chlapce zkoumat. Ředitel pařížského Národního institutu pro hluchoněmé (Institut national de jeunes sourds de Paris) dokonce přiměl ministra vnitra Luciena Bonaparta, aby nařídil rodezskému komisaři chlapce vydat do Paříže. Komisař si však vyžádal čas na hledání jeho rodičů a vyjádřil též pochybnosti, zda nalezenec je skutečně vlčí dítě a nikoliv pouze mentálně postižený. Bonaparte argument komisaře přijal a věc odložil. Další necelý půlrok tak chlapec strávil u Pierra Josepha Bonnaterra, který jej důkladně vyšetřoval.

## Bonnaterrovo pozorování
Pierre Joseph Bonnaterre s chlapcem provedl množství pozorování a experimentů. Lékařské vyšetření neodhalilo žádné tělesné postižení. Bonnaterre na jeho těle objevil množství jizev, které mohly být známkami týrání z doby před životem v lese. Podle Bonnaterra byly všechny chlapcovy smysly v pořádku, ale jejich důležitost byla posunuta: na prvním místě byl čich, na druhém chuť, hmat byl až poslední. Kromě jídla a spánku nejevil zájem o nic. Většinu času se o chlapce staral starý zahradník Claire Saussol, zatímco Bonnaterre jej studoval a také pátral po jeho minulosti. Po jeho původu pátraly též úřady. Za necelý půlrok se chlapci podařilo učinit drobné pokroky: toleroval, aby byl oblékán a zvykl si jíst i několik dalších jídel, než pouze brambory. Jednou mu bylo podáno více jídla, než mohl sníst a Bonnaterre mohl pozorovat, že chlapec jídlo po vzoru zvířat zahrabal na zahradě.
Bonnaterre chlapci podal zrcadlo; výsledek byl, že chlapec se v zrcadle viděl, ale nepoznal sám sebe, místo toho se podíval za zrcadlo. Chlapci byl opakovaně v zrcadle ukazován brambor, ale ten se jej chtěl zmocnit tak, že se snažil prostrčit ruku zrcadlem. Po několika pokusech ohnul ruku za hlavu, přičemž nehnul hlavou a koukal stále dopředu do zrcadla. Bonnaterre poté napsal:
„Všechny tyto drobnosti – a ještě mnohé jiné, jež bychom mohli připojit – dokládají, že tomuto dítěti inteligence, odhad a úsudek úplně nechybí. Přesto však musíme říci, že ve všem, co se netýká jeho přirozených potřeb nebo uspokojení hladu, lze jeho chování považovat za čistě zvířecí. Má-li nějaké pocity, nerodí se v nich žádné myšlenky. Nedokáže je dokonce ani vzájemně srovnávat. Zdálo by se, že není žádného spojení mezi jeho duší či myslí a jeho tělem.“

## Pátrání aveyronských úřadů
Zatímco Pierre Joseph Bonnaterre chlapce studoval, úřady pátraly po jeho původu a rodičích. Pátrání po chlapcově původu měl na starosti saintaffriqueský úředník jménem Guiraud, který na koni podnikl výpravu do hor. Guiraud objížděl usedlosti a vesnice v oblasti, kde se chlapec pohyboval a zjistil, že místní lidé o něm věděli dva až tři roky a po několik měsíců s ním byli i v kontaktu. Dávali mu občas jídlo, ale nepokoušeli se ho odchytit ani převychovávat, jeho způsob života respektovali. Díky tomu, ačkoliv byl chlapec naprosto necivilizovaný, obecně se lidí nebál.
Mezitím se úřadům přihlásili dva muži, kteří od bouřlivých dob Velké francouzské revoluce pohřešovali své syny, nicméně ani jeden nakonec nalezence za svého syna neprohlásil.

## Převoz do Paříže

### Společnost pozorovatelů člověka: Pinelovo a Vireyovo zkoumání

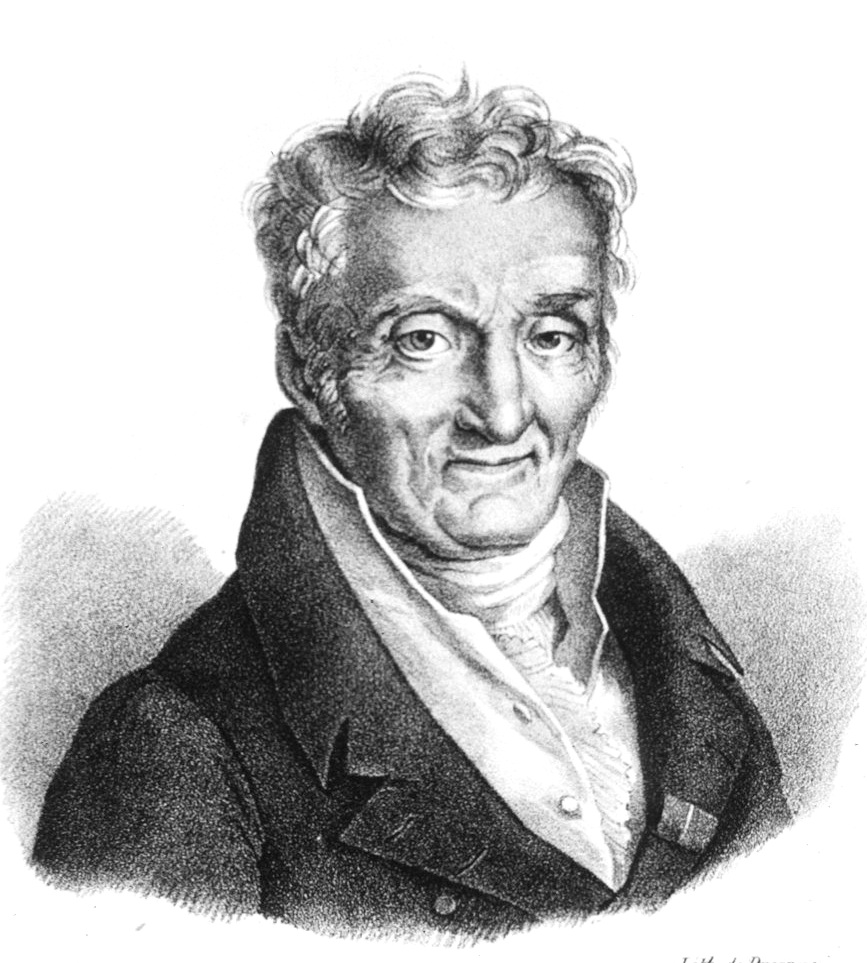
Philippe Pinel

14. července 1800 přišel Bonnaterrovi příkaz k převozu chlapce do Paříže, kam v doprovodu zahradníka Claira Saussola dorazil 20. července. Příjezd divokého chlapce z Aveyronu byl bedlivě sledován širokou pařížskou veřejností a o jeho příjezdu informovaly i přední francouzské noviny Gazette de France nebo Journal du commerce.
Umístěn byl do Národního institutu pro hluchoněmé, jehož ředitelem byl Roch-Ambroise Cucurron Sicard. Zde případu ujala Společnost pozorovatelů člověka (Société des observateurs de l’homme), skupina naturalistických filosofů, která zkoumala přírodní historii člověka. Společnost sestavila výzkumný tým v čele se známým lékařem, zakladatelem moderní psychiatrie Philippem Pinelem; dále v týmu byl Frédéric Cuvier, Joseph-Marie de Gérando či ředitel Sicard.
Doktor Pinel v posudku, postaveném na základě pozorování chlapcovy psychomotoriky a chování, dospěl k závěru, že chlapec trpí idiocií, což považoval i za důvod, proč byl opuštěn. Šance na jeho socializaci viděl jako mizivé.

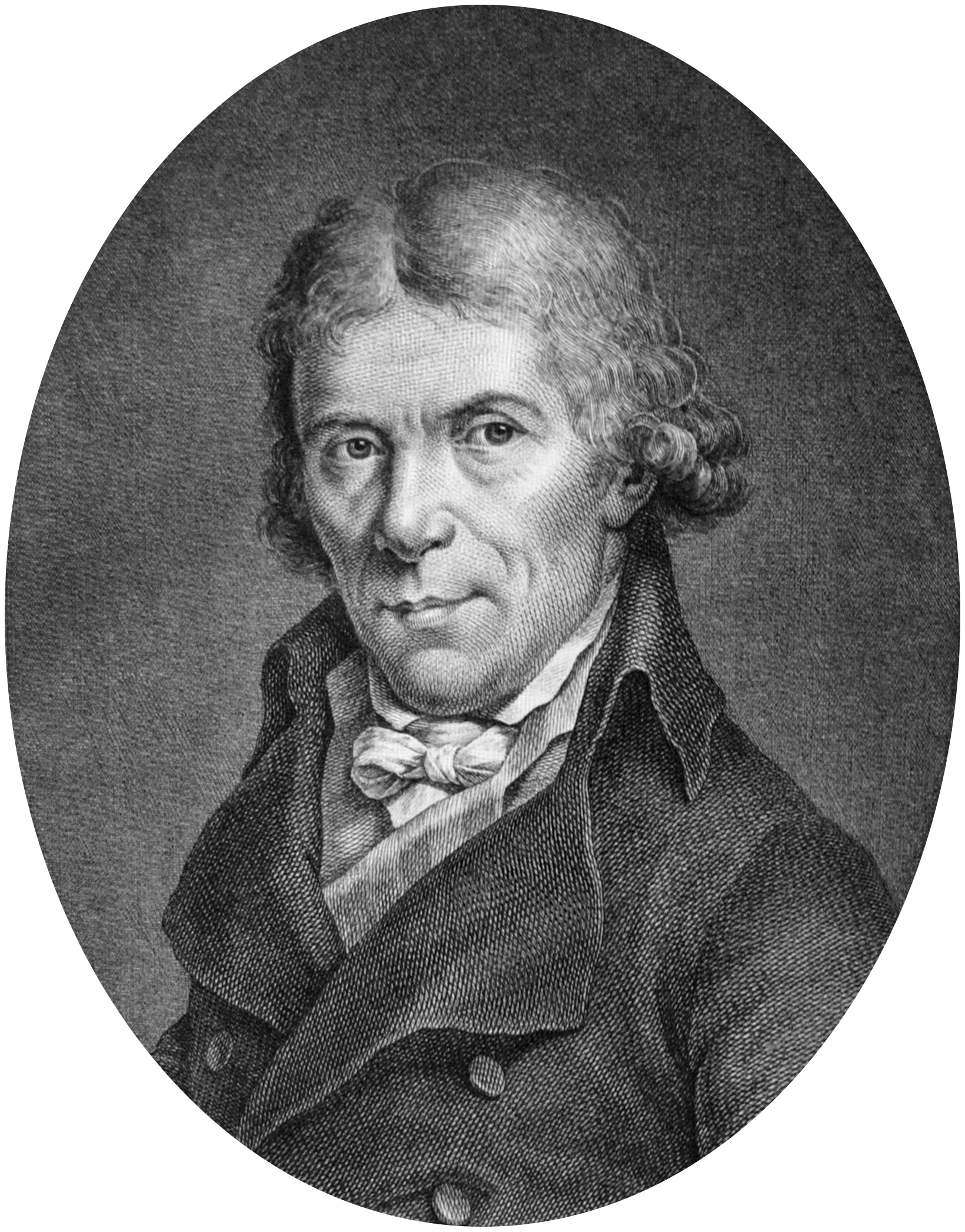
Roch-Ambroise Cucurron Sicard

Proti tomuto závěru se ale postavil další z členů Společnosti, Julien-Joseph Virey, který měl možnost chlapce vyšetřit krátce po jeho příjezdu do Paříže. Virey se např. domníval, že chlapcův egocentrismus a primitivnost je důkazem jeho svobodné a čisté duše; přirovnává jej např. k nešťastnému rolníku z Rousseauovy Rozpravy o původu a základech nerovnosti mezi lidmi či k Díogenovi ze Sinópé:
„Před ním nebude rozdílu mezi králem a tím nejnuznějším ze smrtelníků; jako nový Díogenés řekne modernímu Alexandrovi: ‚Ustup mi ze slunce.‘“
Julien-Joseph Virey tak dospěl k názoru, že chlapec je mentálně v pořádku a byl přesvědčen, že se ho řediteli Sicardovi podaří zcivilizovat. Obecně pak mnozí soudobí odborníci měli vysoké mínění o možnostech moderní medicíny a chlapcovo vyléčení tak nebylo zdaleka považováno za nereálné; jedním z nich byl i Jean Marc Gaspard Itard.

### Itardův pokus ovzdělávání

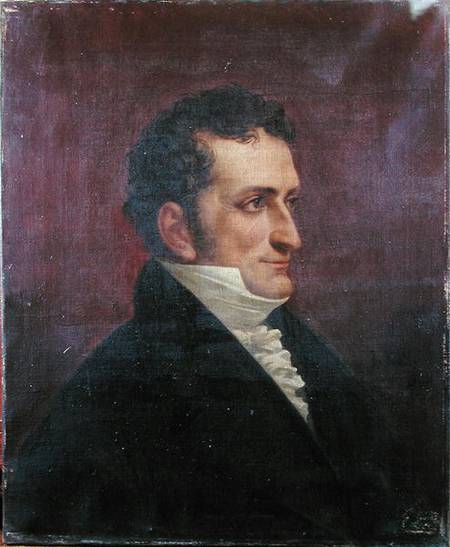
Jean Marc Gaspard Itard

Itard byl koncem roku 1800 do Institutu dosazen na pozici lékaře, ale je možné, že s aveyronským nalezencem pracoval ještě předtím. A byl to Jean Marc Gaspard Itard, kdo chlapci dal jméno Viktor (podle hlavní postavy z melodramatu Victor, ou L'enfant de la forêt, jež bylo uveřejněno roku 1803), do té doby se mu stále říkalo Joseph. Itard se snažil pomocí řady pokusů odstranit Viktorovy mentální bariéry a stimulovat jeho paměť. Jeho úsilí bylo korunováno jen dílčími úspěchy: Viktor se nikdy nenaučil mluvit, pouze rozpoznávat objekty podle jejich názvů a jeho komunikace s ostatními lidmi se omezovala na jednoduchá gesta. Vyslovovat se naučil pouze dvě věci: lait (francouzsky mléko) a oh, Dieu (ach, Bože).
Ačkoliv v době, kdy se Itard chlapce ujal, zájem širší veřejnosti o případ již opadl, Společnosti pozorovatelů člověka se podařilo přesvědčit nového francouzského ministra vnitra Jean-Antoina Chaptala, aby stát financoval mzdu chlapcovy ošetřovatelky Guérrinové, jakož i další náklady na jeho vzdělávání. Itardova zpráva z roku 1801 vzbudila ve vědecké obci nadšení a jeho kniha, vydaná o rok později, byla přeložena i do angličtiny a stala se bestsellerem, za který se Itardovi dostalo širokého uznání. Přesto však Itard nadále narážel na nechuť ministra Chaptala projekt financovat. O pět let později roku 1806 vydal Itard druhou zprávu, kde však již opustil svůj dřívější optimismus; v té době již nikdo nepředpokládal, že by Viktor mohl dosáhnout dalších pokroků. Ostatně ani dnes nelze stoprocentně vyloučit Viktorovu vrozenou retardaci, kvůli které se nemohl plně socializovat. Téhož roku pak ministr vnitra Jean-Baptiste Nompere de Champagny financování projektu zastavil úplně.

## Pozdější život
O dalším Viktorově osudu se ví velmi málo. I se svou opatrovatelkou Guérrinovou nadále žil v Národním institutu pro hluchoněmé, odkud se museli vystěhovat v roce 1810. V pozdějších letech žili v domě nedaleko odtud. Paní Guérrinová na chlapce pobírala státní penzi. Zemřel roku 1828 v zapomnění. Není známo, jaké byly poslední roky jeho života, ani žádné záznamy, které by dokumentovaly okolnosti jeho smrti či místo, kde byl pohřben.

## Odraz vkultuře
Díky velké medializaci a ohlasu, kterému se Viktorovu případu dostalo, se chlapcova postava stala předmětem dramatizace již v době, kdy ještě ani nebyl v Paříži. V březnu 1800 byla uveřejněna hra Le Sauvage du département de l'Aveyron ou Il ne faut jurer de rien a v březnu 1803 pak ještě populárnější melodrama Victor, ou L'enfant de la forêt.
Ve dvacátém století se příběhu dostalo filmového zpracování ve snímku l'Enfant Sauvage (1970) francouzského režiséra Françoise Truffauta. V roce 2001 byl příběh znovu zpracován v divadelním dramatu The Wild Child oregonskou divadelní skupinou Hand2Mouth Theatre.
V jihofrancouzském městečku Saint-Sernin-sur-Rance, kde byl chlapec roku 1800 odchycen, se od roku 1987 nachází socha Viktora z Aveyronu, jejímž autorem je francouzský sochař Remi Coudrain.